# Fallschirmjäger

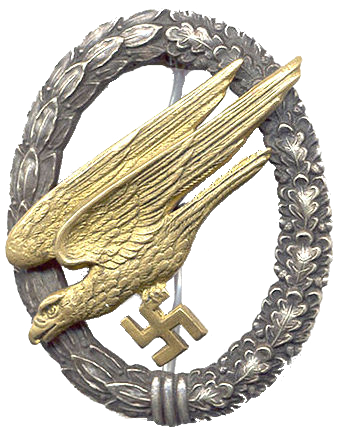
Badge van de Duitse Fallschirmjäger

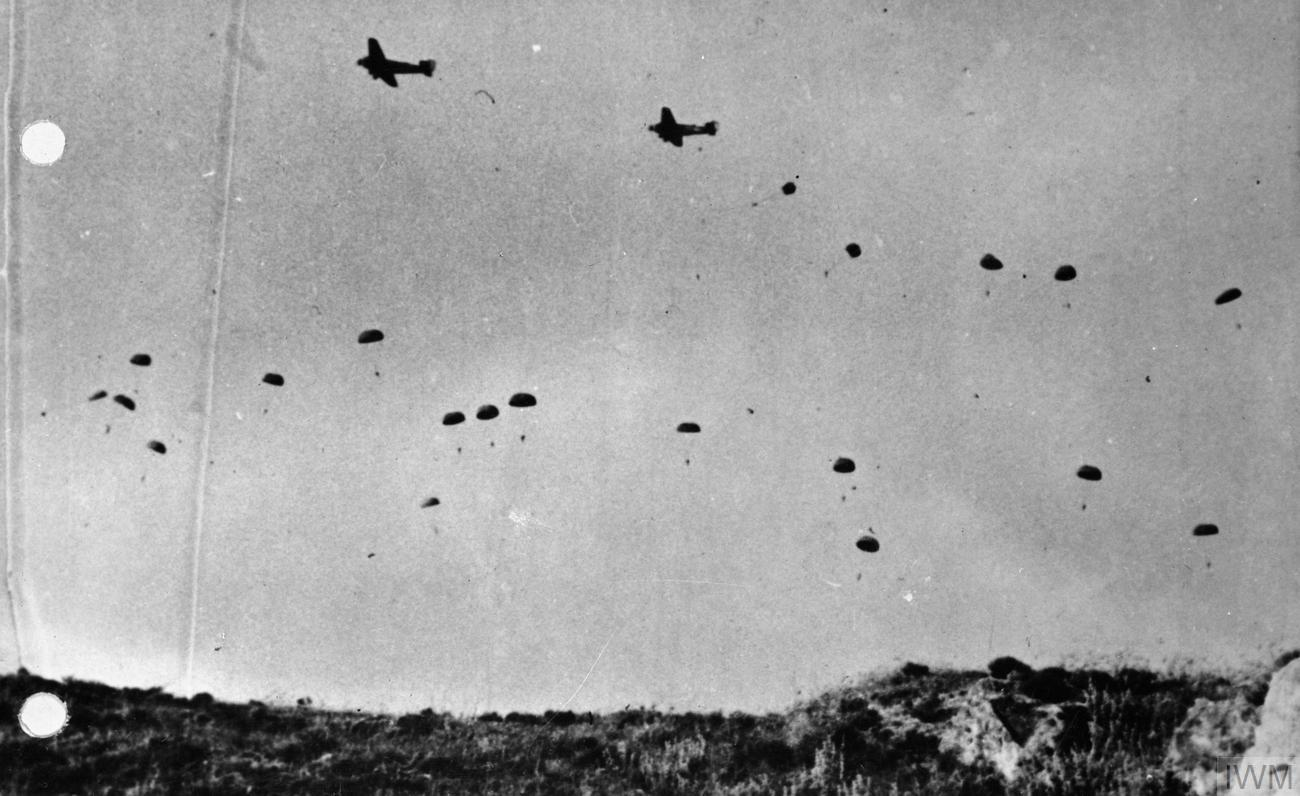
Fallschirmjäger tijdens de landing op Kreta in 1941

De Fallschirmjäger der Wehrmacht was een van de meest prestigieuze elite-eenheden van het Duitse leger in de Tweede Wereldoorlog. De Fallschirmjäger waren gespecialiseerd in verrassingsaanvallen ver achter de vijandelijke linies. Deze aanvallen werden altijd uitgevoerd vanuit de lucht met behulp van parachutes en zweefvliegtuigen. De Fallschirmjäger vielen organisatorisch gezien onder de Luftwaffe en droegen daarom blauwe luchtmachtuniformen. De vijf divisies Fallschirmjäger hadden een totale sterkte van 35.000 man. Het concept van de Fallschirmjäger heeft een grote invloed gehad op de techniek van oorlog voeren in het algemeen.

## Uitrusting
De Fallschirmjäger beschikten over lichtgewicht wapens, zoals de Beretta Modello 38 9 mm mitrailleur, de FG42 en het Browning FN P-35 9 mm pistool, die speciaal ontworpen waren om te dragen bij parachutesprongen. Vanwege de hoge prijs waren deze wapens alleen voor de Fallschirmjäger beschikbaar.

## Inzet
De Fallschirmjäger kwamen vooral veel in actie bij de zogeheten Blitzkrieg-invasies. Ze sprongen ver achter de vijandelijke linies af en namen belangrijke strategische doelen in, waarna het voor de andere infanteriedivisies makkelijker was om het gebied te veroveren. Ze kwamen voor het eerst in actie in Polen in 1939 en speelden in mei 1940 een grote rol bij de verovering van Nederland, België en Frankrijk. Door de aard van het Nederlandse landschap waren de landingen in Nederland echter veelal onsuccesvol en ging veel materieel verloren. In 1941 werden ze tevens ingezet bij de verovering van het eiland Kreta en sporadisch bij de invasie van Rusland.
Na het mislukken van de luchtlandingsacties op Kreta werden de Fallschirmjäger wegens de hoge verliezen, risico's en kosten die met de inzet van luchtlandingstroepen gepaard gingen niet meer grootschalig ingezet. In het verdere verloop van de oorlog nam het aantal invasies van het Duitse leger af, waardoor de Fallschirmjäger eigenlijk een beetje overbodig werden. Ze bleven veelal buiten actie en vochten, wat grotere inzetten betreft, alleen nog maar in 1944 bij het verdedigen van het Franse stadje Carentan en in Italië in de Slag om Monte Cassino. Tijdens de geallieerde stormloop door België naar Nederland, werd het eerste parachutistenleger onder Kurt Student ingezet om een gat in het front tussen Antwerpen en Maastricht te dichten, maar dit leger beschikte over slechts 4.000 getrainde para's.

## Verwording
Later in de oorlog, vooral tijdens de Slag om de Ardennen en kort daarna, werd de term Fallschirmjäger ook gebruikt om uit Luftwaffe-grondpersoneel bij elkaar geraapte eenheden aan te duiden. Van de oorspronkelijke gedachte van elitetroepen was niets meer over. Omdat de Duitsers steeds moeilijker aan vervanging van manschappen en materieel konden komen, werden 'Fallschirmjägerregimenten' opgericht. In werkelijkheid waren dit geen Fallschirmjägerregimenten, omdat ze in het geheel niet over vliegtuigen of ander zwaar materieel beschikten; deze groepen hadden slechts allerlei handvuurwapens en granaten. Een dergelijke groep 'Fallschirmjäger' vocht onder andere in de Slag om Broekhuizen in november 1944.